# Vivant (film)
Pour les articles homonymes, voir Vivant.
Pour plus de détails, voir Fiche technique et Distribution.
Vivant (Живой, Jivoy) est un film russe réalisé par Alexandre Veledinski, sorti en 2006.

## Fiche technique
- Titre original russe : Живой, Jivoy[1],[2]
- Titre français : Vivant[3]
- Photographie : Pavel Ignatov
- Musique : Alekseï Zoubarev
- Décors : Edouard Galkin, Sergeï Taïrin
- Montage : Tatiana Prilenskaia, Alexandre Veledinski, Alekseï Denisko